# Secrétariat d'État à la Coopération
Le secrétariat d'État à la Coopération internationale d'Espagne (en espagnol : Secretaría de Estado de Cooperación Internacional) est le secrétariat d'État chargé de la Coopération internationale depuis 1985.
Il relève du ministère des Affaires étrangères, de l'Union européenne et de la Coopération.

## Missions

### Fonctions
Le secrétariat d'État est l'organe supérieur du ministère directement responsable de la formulation, de la direction, de l'exécution, du suivi et de l'évaluation de la politique de coopération internationale pour le développement durable, et de la coordination de l'action culturelle extérieure.

### Organisation
Le secrétariat d’État s'organise de la manière suivante,, : 
- Secrétariat d'État à la Coopération internationale (Secretaría de Estado de Cooperación Internacional) ; 
  - Direction générale des Politiques de développement durable ;
    - Sous-direction générale de la Planification et de la Cohérence des politiques ;
    - Sous-direction générale des Politiques de développement multilatéral et européennes ;

  - Agence espagnole pour la coopération internationale au développement.

## Titulaires
| Titulaire                                                      | Titulaire                        | Début      | Fin         | Parti | Ministre                                  |
| -------------------------------------------------------------- | -------------------------------- | ---------- | ----------- | ----- | ----------------------------------------- |
|                                                                | Luis Yáñez-Barnuevo              | 30/08/1985 | 10/04/1991  | PSOE  | Francisco Fernández Ordóñez Javier Solana |
|                                                                | Inocencio Arias Llamas           | 10/04/1991 | 18/09/1993  | Sans  | Javier Solana                             |
|                                                                | José Luís Dicenta Ballester      | 18/09/1993 | 23/12/1995  | Sans  | Javier Solana                             |
|                                                                | Miguel Ángel Carriedo Mompín     | 23/12/1995 | 14/05/1996  | Sans  | Carlos Westendorp                         |
|                                                                | Fernando María Villalonga Campos | 14/05/1996 | 06/05/2000  | PP    | Abel Matutes                              |
|                                                                | Miguel Ángel Cortés Martín       | 06/05/2000 | 20/04/2004  | PP    | Josep Piqué Ana Palacio                   |
|                                                                | Leire Pajín                      | 20/04/2004 | 12/07/2008  | PSOE  | Miguel Ángel Moratinos                    |
|                                                                | Soraya Rodríguez                 | 12/07/2008 | 24/12/2011  | PSOE  | Miguel Ángel Moratinos Trinidad Jiménez   |
|                                                                | Jesús Gracia Aldaz               | 06/01/2012 | 03/12/2016  | Sans  | José Manuel García-Margallo               |
|                                                                | Fernando García Casas            | 03/12/2016 | 23/06/2018  | Sans  | Alfonso Dastis                            |
|                                                                | Juan Pablo de Laiglesia          | 23/06/2018 | 05/02/2020  | Sans  | Josep Borrell                             |
|                                                                | Ángeles Moreno Bau               | 05/02/2020 | 21/07/2021  | Sans  | Arancha González                          |
|                                                                | Pilar Cancela                    | 21/07/2021 | 06/12/2023  | PSOE  | José Manuel Albares                       |
|                                                                | Eva Granados                     | 06/12/2023 | En fonction | PSOE  | José Manuel Albares                       |
| Titres successifs : - Depuis 2020 : Coopération internationale |                                  |            |             |       |                                           |